# قيد عائلي (مسلسل)
قيد عائلي هو مسلسل تم إنتاجه في مصر. بدأ عرضه في سنة 2019. كما بلغ عدد حلقاته 45 حلقة، وتبلغ مدة الحلقة الواحدة 45 دقيقة. وهو من إخراج تامر حمزة. تم بث المسلسل لأول مرة بتاريخ 30 مارس 2019.
تصدر المسلسل التريند المصري على تويتر واليوتيوب لأكثر من مرة.

## نبذة
تدور أحداث المسلسل حول صراع المال، وتعرض عائلتين لمعارك عنيفة واختلفهما بسبب الميراث، وكيف سيتجاهل الطرفان صلة الرحم بينهما من أجل الثروة".

## طاقم العمل
- ميرفت أمين بدور منال
- عزت العلايلي بدور كامل الخولي
- بوسي بدور عفاف
- صلاح عبد الله بدور فضل الخولي
- دينا فؤاد بدور جميلة فضل الخولي
- نضال الشافعي بدور محمود كامل الخولي
- صبري فواز بدور بدور سعيد
- إنعام سالوسة ضيف شرف
- هالة فاخر ضيف شرف
- دينا فؤاد بدور جميلة فضل الخولي
- صلاح عبدالله بدور فضل الخولي
- صبري فواز بدور سعيد
- سيمون بدور أماني
- دنيا عبد العزيز بدور هالة فضل الخولي
- محمد رياض بدور المستشار وجيه
- أحمد التهامي بدور مصطفى
- ميرنا وليد بدور ماجدة فضل الخولي
- محمد عز بدور كريم فضل الخولي
- رامي وحيد بدور هشام كامل الخولي

## وصلات خارجية
- قيد عائلي على موقع قاعدة بيانات الأفلام العربية